# Señores Papis (série télévisée, 2019)
Señores Papis est une telenovela péruvienne diffusée depuis le 27 mars et le 23 juillet 2019 sur América Televisión.

## Distribution
- Aldo Miyashiro : Ignacio Moreno
- André Silva : Julián Álvarez
- Rodrigo Sánchez Patiño : Fernando Pereyra
- Marisol Aguirre : Maricarmen Rivero
- Daniela Feijoo : Valentina Salamanca
- Sandra Vergara : Emma Díaz
- Alessandra Denegri : Antonia Fernández
- Andrea Luna : Carolina Echenique Velasco
- Alfonso Santistevan : Alberto Echenique
- Natalia Torres Vilar : María Teresa Velasco de Echenique
- Emilram Cossío : Benito Soto
- Juan Carlos Rey de Castro
- Alexandra Graña : Paula
- Gilberto Nué
- Diego Pérez Chirinos : Gonzalo "El Loro" Elizalde
- Arianna Fernández : Natalia Pereyra Rivero
- Andrea San Martín : Karina Urrutia
- Silvia Bardales
- Fernando Bakovic

## Autres versions
- Señores Papis (Telefe, 2014).
- Señores Papis (Mega, 2016).
- Muy padres (Imagen Televisión, 2017).
- Oteckovia (Markíza, 2018).

### Sources
- (es) Cet article est partiellement ou en totalité issu de l’article de Wikipédia en espagnol intitulé « Señores Papis (telenovela peruana) » (voir la liste des auteurs).